# Намаз
Нама́з (перс. نماز‎) или саля́т (от араб. الصلاة‎, ас-салят) — ритуальная молитва в исламе. Делятся на несколько категорий по обязательности: обязательная пятикратная молитва — один из столпов ислама, выражение покорности и благодарности Аллаху; чтение дополнительных молитв считается благим делом. Своевременное выполнение обязательных намазов неоднократно названо лучшим деянием для мусульман. Молитвы состоят из разного числа ракаатов (циклов).
Ежедневный пятикратный намаз состоит из следующих обязательных молитв (фард):
- утренняя двухракаатная молитва (фаджр);
- полуденная четырёхракаатная молитва (зухр);
- предвечерняя четырёхракаатная молитва (аср);
- вечерняя трёхракаатная молитва (магриб);
- ночная четырёхракаатная молитва (иша).

Помимо обязательности, намазы делятся также на две группы по наличию в них поклонов.

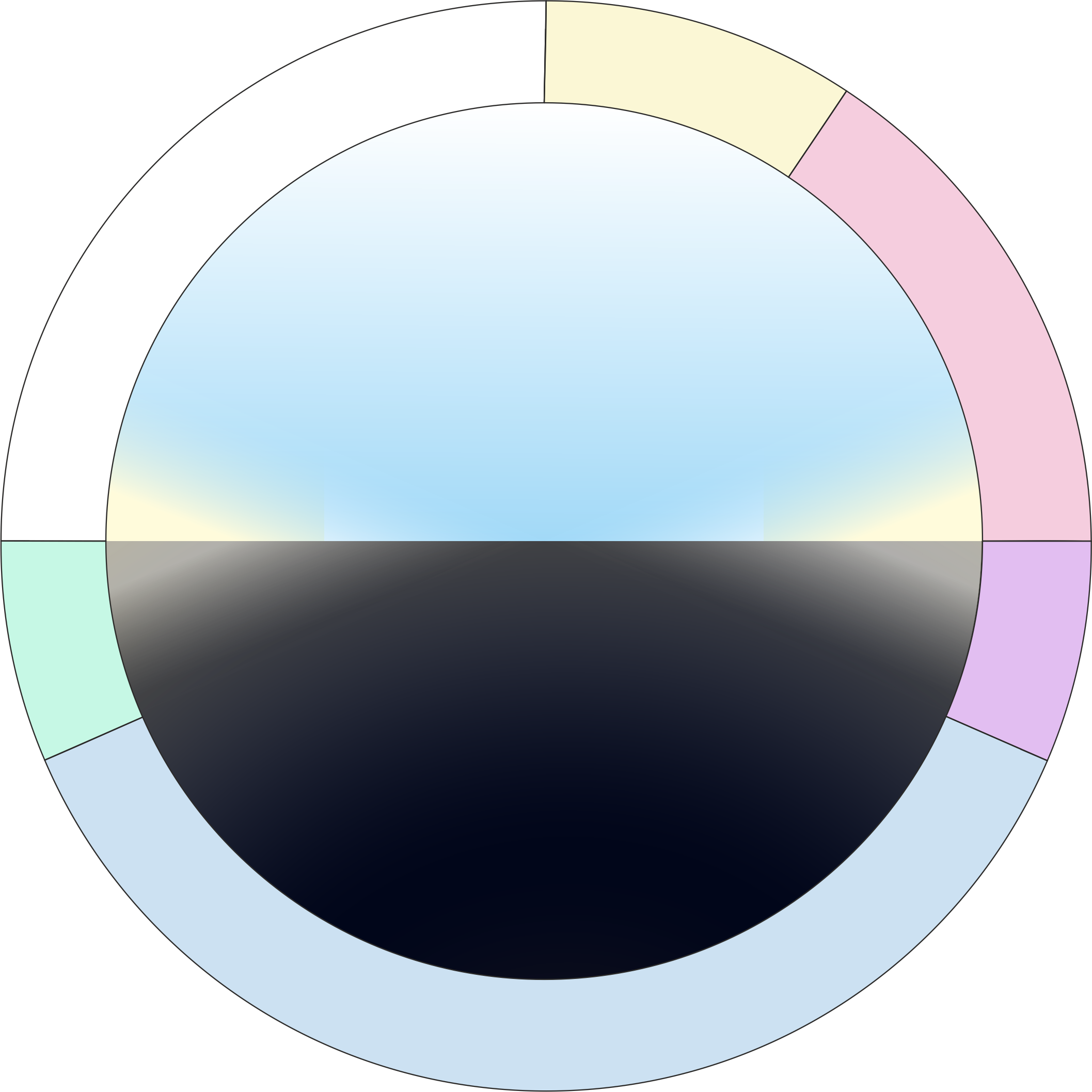
Примерное время совершения молитв
Иша
Фаджр
Зухр
Аср
Магриб

## История
Слово «салят» не объясняется в Коране, а арабские филологи и теологи классического периода не пришли к общему мнению насчёт его происхождения. Махмуд аз-Замахшари предлагал этимологическую связь со словом «копчик» (через глагол араб. صَلَّى‎, «двигать части тела к копчику»); Абу Исхак аз-Задджадж считал, что слову «салят» родственно слово «жарить» араб. صَلَى‎: он трактует корень араб. ص ل ي‎ как «оставаться, соблюдать»; Ахмад ибн Фарис также связывал слово «салят» с этим корнем, но считал, что оно значит «размягчать и распрямлять на огне»; более экзотические этимологии включают идею о том, что «салят» происходит от слова «мусалли» (скакун, пришедший вторым), так как салят — вторая по важности вещь для верующих после имана. Консенсус лингвистов состоит в том, что это слово заимствовано в арабский из другого языка. Он нередко встречает возражения: многие считают, что слова 2-го аята 12-й суры: «Воистину, Мы ниспослали его в виде Корана на арабском языке, чтобы вы могли понять его» означают, что все слова в Коране арабские; аналогичные соображения высказываются как аргументы против теории о том, что слово «салат» было ниспослано Мухаммеду для обозначения новой молитвенной практики.
Примеров использования слова «салят» в период джахилии известно очень мало. Современник Мухаммеда, поэт-христианин Аль-Аша в одном из своих стихотворений желает дочери «того же, чего просила в молитве [для меня]»: ’alayki mithl al-ladhī ṣallayti, из чего можно заключить, что глагол «салла» имел смысл «молиться» ещё до прихода ислама. Арабские учёные безуспешно пытались найти ранние примеры использования слов с корнем «сад-лям-вав», которые были бы однозначно обозначали исламскую молитву с определёнными положениями тела, в отличие от дуа. Известно несколько примеров доисламского использования слов с корнем «сад-лям-вав» для указания на иудейскую и христианскую молитву, но они не указывают на выполнение каких-либо конкретных действий.
За века развития ислама салят претерпел изменения. В Коране указывается, что повеление о совершении ежедневной молитвы получали праведник Лукман, пророки Ибрахим и Муса. Мухаммед первоначально молился по утрам и вечерам, но около 619 года, в конце мекканского периода его жизни, он получил повеление об обязательном ежедневном намазе во время чудесного ночного путешествия. Первоначально Аллах велел Мухаммеду молиться 50 раз в день, но затем уменьшил это число до 5. Сура аль-Исра содержит аят, который указывает на необходимость совершения намаза:

Совершай намаз с полудня до наступления ночного мрака и читай Коран на рассвете. Воистину, на рассвете Коран читают при свидетелях.
Оригинальный текст (ар.)أَقِمِ الصَّلاَةَ لِدُلُوكِ الشَّمْسِ إِلَى غَسَقِ اللَّيْلِ وَقُرْآنَ الْفَجْرِ إِنَّ قُرْآنَ الْفَجْرِ كَانَ مَشْهُودًا—  17:78 (Кулиев)

## Условия

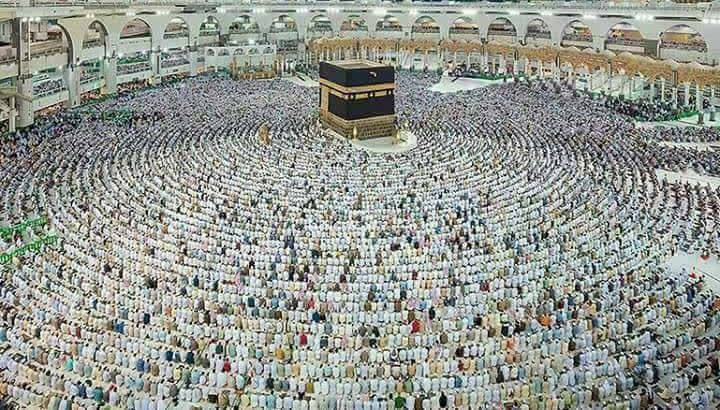
Мусульмане молятся в направлении Каабы

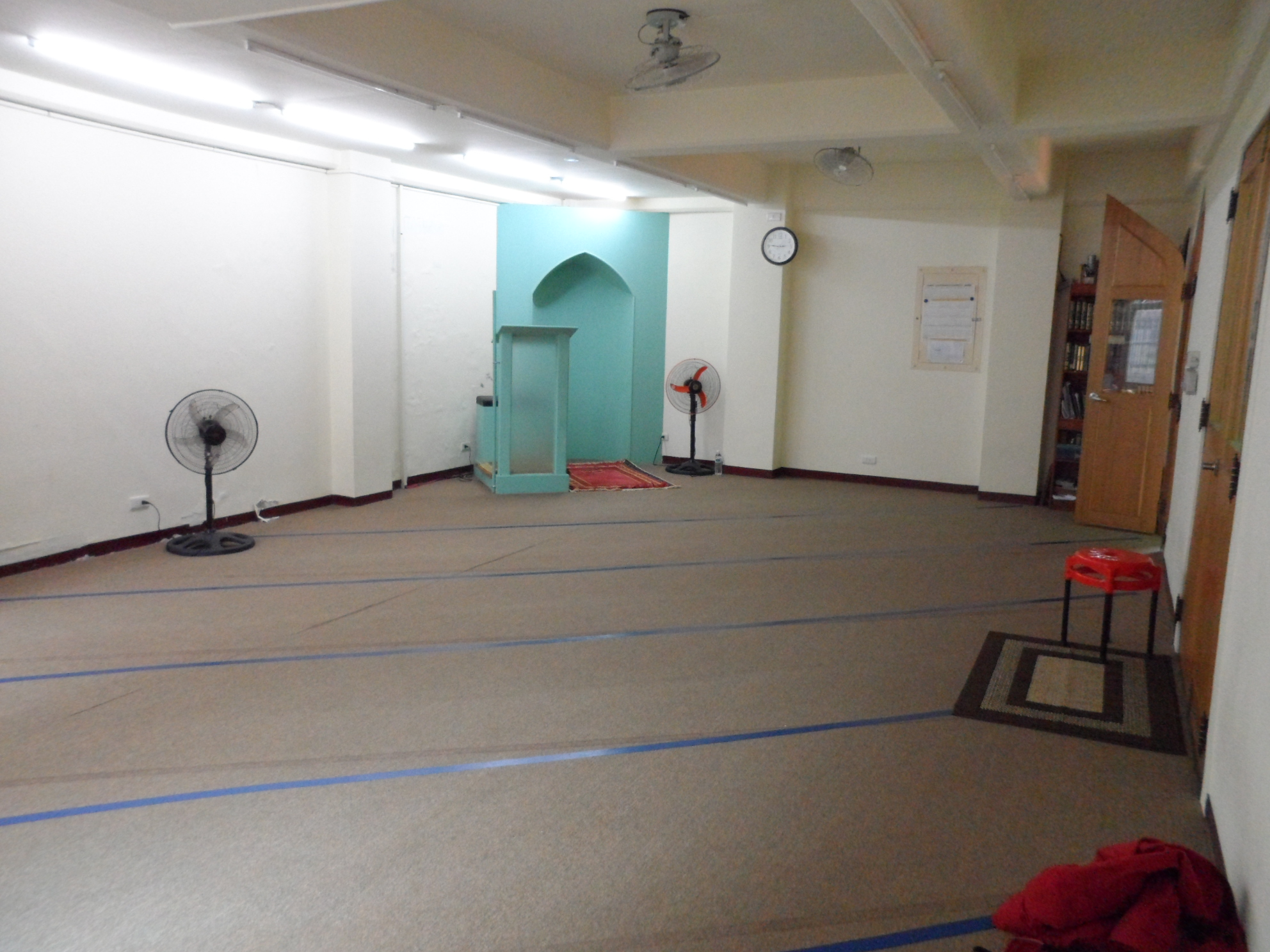
Салатовая ниша, указывающая на Каабу, Тайбэйская культурная мечеть

Необходимыми внешними условиями (шарт) для салята являются:
1. Ритуальная чистота: совершение малого омовения, купания или таяммума и очищение от всех нечистот тела, одежды и места совершения молитвы.
2. Покрытие тела (аврата). Все части тела, которые необходимо скрывать от посторонних, должны быть закрыты одеждой на протяжении намаза[10].
3. Обращение лицом в сторону Каабы. Шафииты и небольшая часть шиитов-двунадесятников придерживается мнения, что обязательно смотреть на Каабу, если есть такая возможность, остальные (маликиты, ханафиты, ханбалиты и большинство шиитов-двунадесятников) считают, что достаточно смотреть в направлении Каабы[11]. Обязательно также попытаться понять, где находится Кааба; если сделать это невозможно, то большинство шиитов-двунадесятников считает, что следует совершать молитвы четырёхкратно в каждую сторону света, а остальные двунадесятники, маликиты, ханафиты и ханбалиты допускают совершение намаза в любую сторону[11].
4. Наступление времени салята. Консенсус улемов всех школ заключается в том, что намазы не следует выполнять до наступления указанного для них времени, так как в этом случае они не засчитываются[9].
5. Намерение совершить молитву. Исламские учёные не выработали единого мнения насчёт того, должно ли намерение содержать указание на название совершаемой молитвы, её своевременность (вовремя или позже необходимого), обязательность, следование за имамом и так далее[12].

Сам намаз обязателен для человека, обладающего тремя качествами:
1. Ислам (намаз не обязателен для немусульман).
2. Совершеннолетие по шариату (намаз не обязателен для детей, не достигших половой зрелости).
3. Здравый рассудок[13].

## Столпы
Внутренними фардами (рукнами) намаза являются:
1. Произнесение вслух вступительного такбира-тахрими стоя после намерения.
2. Стояние (кыям). При способности стоять (для фард- и ваджиб-намазов). Нафиль намазы можно совершать сидя даже если человек способен стоять.
3. Рецитация Корана (кыраат) в виде слышимого чтения наизусть минимум одного аята в двух ракаатах фард-намазов и в каждом ракаате ваджиб- и суннат-намазов. При совершении намаза за имамом читать Коран самостоятельно считается грехом.
4. Поясной поклон (руку’) с минимальным наклоном корпуса в 45° между ногами и спиной и достаточной задержкой в этом положении.
5. Земной поклон (суджуд) с опусканием на землю минимум одной ладони, колена и одного пальца ноги, а также прикосновением лба (суджуд недействителен с опорой вместо лба только на нос без уважительной причины) к твёрдой поверхности, находящейся не выше уровня, на котором стоят ноги (кроме ситуации вынужденности). Суджудов должно быть два в каждом ракаате с сидением (джальса) между ними
6. Последнее сидение (ку’уд) длительностью в чтение ташаххуда.

Разные учёные могли указывать дополнительные фарды, которые другие относят к ваджибам. Например, совершение намаза с паузами и остановками (та ’диль аль-аркан) в рукнах, хурудж — намеренное завершение намаза по своей воле (шафииты и маликиты настаивают на обязательности произнесения хотя бы одного «ас-салям» в конце, а ханбалиты — на двукратном таслиме). Обязательным чтение суры «аль-Фатиха» в каждом ракаате считают, например, шафииты, маликиты и ханбалиты.

## Классификация молитв
В зависимости от наличия в молитве поклонов выделяют:
1. Намазы с поясным (руку’) и земным (суджуд) поклонами.
2. Намаз без поясного и земного поклонов — погребальный (джаназа). К этой же категории иногда причисляется саджда тилява[16].

Намазы с поясным и земным поклонами, в свою очередь, могут быть трёх степеней желательности:
1. Фард (обязательные): ежедневный молитвенный цикл из пяти намазов и пятничная молитва для мужичн.
2. Ваджиб (необходимый): две праздничные молитвы (ид-намаз), два ракаата молитвы после тавафа, восполнение (када) нарушенной желательной молитвы, намазы-назр, а также молитва витр в ханафитском мазхабе.
3. Нафиль (добровольный) — дополнительные молитвы, читаемые перед и после обязательных намазов, а также в другие определённые моменты[17].

## Обязательные молитвы
Намазы отличаются друг от друга временем совершения, количеством ракаатов, обязательностью или желательностью их совершения, формой совершения и т. д. Ниже приведена краткая характеристика всех обязательных намазов.

#### Пять ежедневных молитв
| Наименование намаза | Значение/ Перевод    | Промежуток времени для совершения намаза                                                           | Количество ракаатов |
| ------------------- | -------------------- | -------------------------------------------------------------------------------------------------- | ------------------- |
| Фаджр               | рассветная молитва   | С рассвета до отступления темноты или восхода солнца                                               | 2                   |
| Зухр                | полуденная молитва   | С полудня и до времени асра, либо до окончания асра                                                | 4                   |
| Аср                 | предвечерняя молитва | С момента, когда длина тени превышает длину самого объекта, окончание разнится между школами права | 4                   |
| Магриб              | вечерняя молитва     | С момента захода солнца, окончание разнится между школами права                                    | 3                   |
| Иша                 | ночная молитва       | С наступления темноты и до рассвета                                                                | 4                   |

Фаджр, рассветная молитва, по консенсусу всех школ права, кроме маликитов, может исполняться, когда первые лучи солнца освещают горизонт, и продолжается до восхода солнца. Маликиты считают, что при отсутствии уважительной причины фаджр-намаз следует выполнить до момента, когда становятся различимы лица людей; в стеснённых обстоятельствах фаджр-намаз можно выполнять от времени, когда становятся различимы лица людей, и до восхода.
Зухр, полуденная молитва, может выполняться сразу после прохождения солнцем середины неба (зенита). Шииты считают, что это время продолжается до окончания времени молитвы аср, и обычно совмещают выполнение этих двух молитв. Сунниты считают, что допустимое время кончается, когда тень от предметов становится в один или два раза больше их длины, не считая полуденной тени предмета (и начинается время асра), однако маликиты и шафииты разрешают выполнять зухр до окончания времени асра в стестённых обстоятельствах. Пятничные (джума) намазы начинаются во время зухра заменяют в мечетях полуденную молитву.
Аср, предвечерняя молитва, начинается, когда тень от предметов становится больше их длины или когда тень превышает длину предмета в два раза, не считая тень предмета, которая есть в полдень. Ханафиты и шафииты считают, что аср допустимо выполнять вплоть до заката солнца, маликиты в обычных обстоятельствах допускают выполнение асра до времени, когда солнце потеряет яркость, но при нужде дозволяют выполнение этого намаза до захода солнца. Ханбалитское мнение заключается в том, что выполнение асра после того, как тень предметов вдвое превысит их собственную длину, греховно, хотя такой намаз продолжает оставаться «ада» (выполненным вовремя).
Магриб, вечерняя молитва, по мнению суннитов может выполняться после заката, когда солнце исчезает из виду; время окончания по мнению шафиитов и ханбалитов продолжается до исчезновения вечерней зари; маликиты считают, что без уважительной причины допустимо выполнять этот намаз лишь сразу после заката (и лишь в случае крайней необходимости можно выполнить его позже, но до исчезновения зари на горизонте). Шииты-двунадесятники отсчитывают закат от исчезновения зари на горизонте и разрешают выполнять магриб до полуночи, соединяя его с молитвой иша.
Иша, ночная молитва, выполняется от наступления темноты и до рассвета (некоторые школы считают, что затягивать выполнение иши до рассвета можно лишь при наличии уважительной причины). После иши может совершаться ночной витр-намаз, который ханафиты и некоторые другие теологи считают обязательным.

#### Прочие обязательные молитвы
Обязательным считается также чтение праздничных намазов, молитва после ритуального обхода вокруг Каабы, обетованные молитвы.
| Наименование намаза | араб. ‎       | Значение/ Перевод    | Промежуток времени для совершения намаза/ Ситуации при которых совершается намаз    | Степень желательности                 | Количество ракаатов |
| --- | ------------ | -------------------- | ----------------------------------------------------------------------------------- | ------------------------------------- | ------------------- |
| Джаназа намаз | صلاة الجنازة | погребальная молитва | В случае смерти мусульманина, в любое разрешённое время                             | Фард-кифая                            | 1                   |
| Молитва совершаемая перед погребением тела или в течение короткого промежутка после. Данная молитва отличается от других молитв отсутствием ракаатов и молитвами, произносимыми в намазе. |              |                      |                                                                                     |                                       |                     |
| Джума-намаз | صلاة الجمعة  | соборная молитва     | Вместо полуденной молитвы Зухр                                                      | Ваджиб для мужчин                     | 2                   |
| Пятничная полуденная коллективная молитва совершаемая после проповеди. |              |                      |                                                                                     |                                       |                     |
| Ид-намаз | صلاة العيد   | праздничная молитва  | Через 0,5-1 час после восхода солнца в день праздников Ураза-байрам и Курбан-байрам | Суннат (ваджиб в ханафитском мазхабе) | 2                   |
| Праздничная молитва. Во время праздничной молитвы в первом ракаате семь раз произносится такбир.                                                                                          |              |                      |                                                                                     |                                       |                     |

## Добровольные молитвы

#### Ратибат

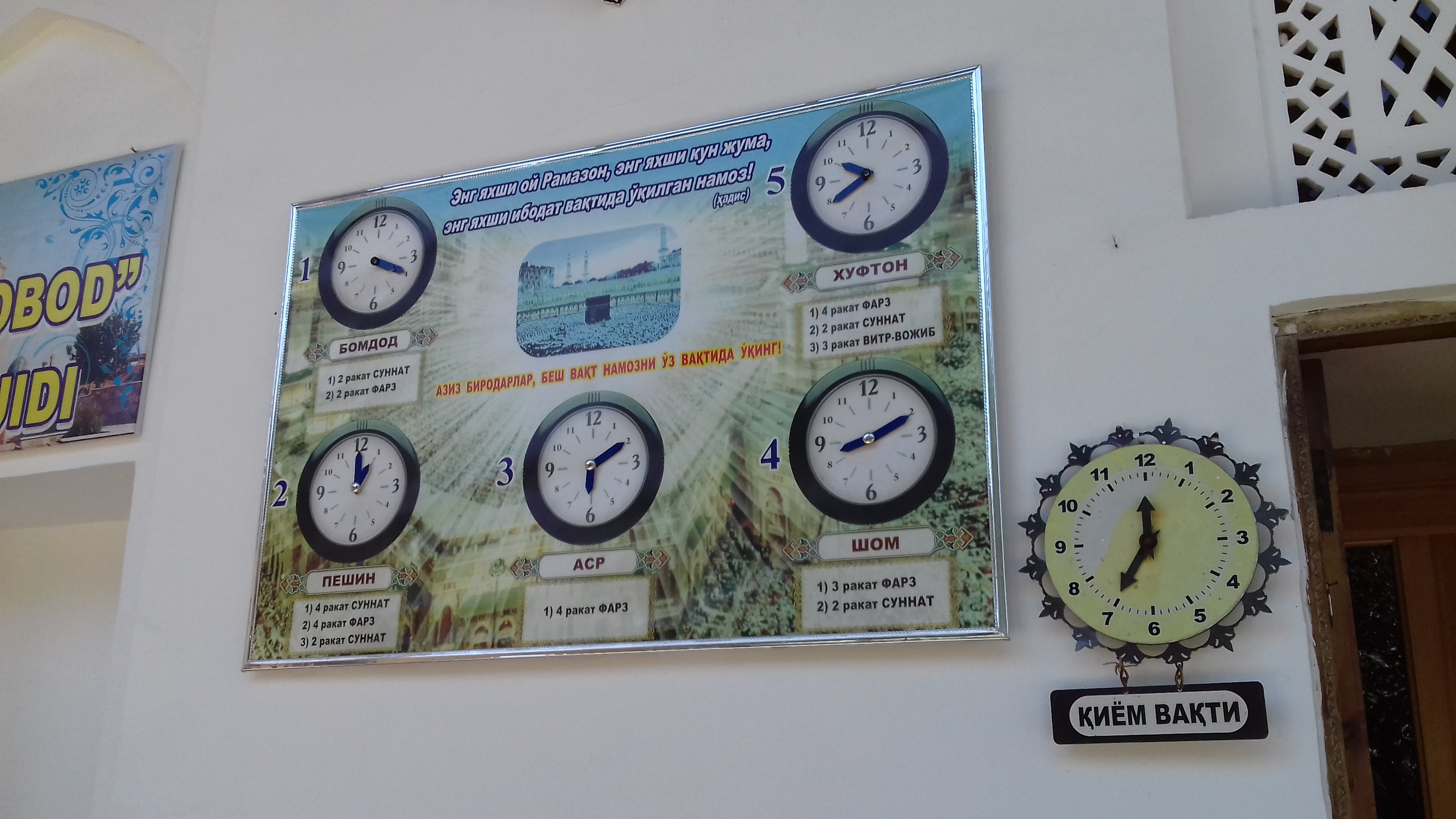
Часы в Узбекистане, напоминающие об обязательных и дополнительных молитвах по ханафитскому мазхабу

Перед и после обязательных молитв желательно совершать дополнительные (нафиль). Временем их совершения является время соответствующего обязательного намаза. Разные школы права рекомендуют разное их количество; мнения на этот счёт приведены в таблице ниже:
| Наименование намаза | Количество дополнительных ракаатов и время их чтения (до или после обязательных) | Количество дополнительных ракаатов и время их чтения (до или после обязательных) | Количество дополнительных ракаатов и время их чтения (до или после обязательных) | Количество дополнительных ракаатов и время их чтения (до или после обязательных) | Количество дополнительных ракаатов и время их чтения (до или после обязательных) |
| Наименование намаза | Маликиты                                                                         | Ханафиты                                                                         | Ханбалиты                                                                        | Шафииты                                                                          | Шииты-двунадесятники                                                             |
| ------------------- | -------------------------------------------------------------------------------- | -------------------------------------------------------------------------------- | -------------------------------------------------------------------------------- | -------------------------------------------------------------------------------- | -------------------------------------------------------------------------------- |
| Фаджр               | —                                                                                | 2 до (сунна)¹                                                                    | 2 до                                                                             | 2 до                                                                             | 2 до                                                                             |
| Зухр                | 4 до                                                                             | 4 до и 2 после (сунна)¹                                                          | 2 до и 2 после                                                                   | 2 до и 2 после                                                                   | 8 до                                                                             |
| Аср                 | —                                                                                | 2 или 4 до (мандуб)²                                                             | —                                                                                | —                                                                                | 8 до                                                                             |
| Магриб              | 6 после                                                                          | 2 после (сунна)¹; 6 после (мандуб)²                                              | 2 после                                                                          | 2 после                                                                          | 4 после                                                                          |
| Иша                 | —                                                                                | 2 после (сунна)¹; 4 до и 4 после (мандуб)²                                       | 2 после                                                                          | 2 после и витр                                                                   | 2³                                                                               |
| Витр                | 1                                                                                | 3⁴ (ваджиб)                                                                      | 1—11                                                                             | 1—11                                                                             | —                                                                                |

1. Ханафиты разделяют ратибат-намазы на две категории. Сунна муаккада — дополнительные ракааты, которые Мухаммед и его сторонники читали регулярно.
2. Дополнительные молитвы, которые Мухаммед не выполнял регулярно (мандуб, или сунна гайр-муаккада).
3. Два объединённых ракаата витр-намаза, читаются сидя.
4. Витр-намаз у ханафитов читается в любое время после иша до рассвета[21].

#### Другие добровольные молитвы
| Наименование намаза | араб. ‎         | Значение/ Перевод                  | Промежуток времени для совершения намаза/ Ситуации при которых совершается намаз                  | Степень желательности   | Количество ракаатов |
| --- | -------------- | ---------------------------------- | ------------------------------------------------------------------------------------------------- | ----------------------- | ------------------- |
| Аввабин | —              | молитва времени беспечности других | После вечерней молитвы Магриб и до ночной молитвы Иша                                             | Суннат                  | 6—12                |
| — |                |                                    |                                                                                                   |                         |                     |
| Духа | صلاة الضحى     | утренняя молитва                   | Через 0,5-1 час после восхода солнца и не позже, чем за полчаса до полудня                        | Суннат                  | 2—12, чётное        |
| Утренняя молитва. |                |                                    |                                                                                                   |                         |                     |
| Истиска | صلاة الاستسقاء | молитва испрошения дождя           | В период засухи                                                                                   | Суннат                  | 2                   |
| Групповая молитва, в котором молящиеся просят Аллаха ниспослать дождь в период засухи. |                |                                    |                                                                                                   |                         |                     |
| Истихара | صلاة الاستخارة | молитва прошения наилучшего        | В любое время, прежде чем принять какое-либо решение                                              | Суннат                  | 2                   |
| Молитва, в которой молящийся просит Аллаха помочь ему принять правильное решение по тому или иному вопросу. |                |                                    |                                                                                                   |                         |                     |
| Ишрак | إشراق          | молитва восхода Солнца             | Через 15-40 минут после восхода солнца и до середины промежутка времени между восходом и полуднем | Суннат                  | 2—4                 |
| — |                |                                    |                                                                                                   |                         |                     |
| Када-намаз | قَضَى            | восполнение намаза                 | В любое разрешённое время для восполнения пропущенного намаза                                     | Фард, ваджиб или мандуб | 2, 3, 4             |
| Выполняется в качестве искупления греха за невыполнения определённой молитвы в своё время. По мнению ханафитов, совершается идентично пропущенному (фард или ваджиб) намазу за исключением намерения. Некоторые ханафиты допускают восполнение сунны утреннего намаза до полудня того же дня. |                |                                    |                                                                                                   |                         |                     |
| Кусуф | صلاة الكسوف    | молитва солнечного затмения        | Во время солнечного затмения                                                                      | Суннат                  | 2                   |
| Групповой намаз, совершаемый во время солнечного затмения. |                |                                    |                                                                                                   |                         |                     |
| Намаз-вуду | صلاة الوضوء    | молитва омовения                   | В любое разрешённое время, после омовения                                                         | Суннат                  | 2                   |
| Намаз совершаемый после совершения ритуального омовения (вуду). |                |                                    |                                                                                                   |                         |                     |
| Намаз-тасбих | صلاة التسابيح  | молитва Тасбих                     | В любое разрешённое время                                                                         | Суннат                  | 4                   |
| Намаз, во время которого следует прочитать по 75 раз в каждом ракаате специальный тасбих. |                |                                    |                                                                                                   |                         |                     |
| Таравих | تراويح         | Таравих                            | После ночной молитвы Иша в месяц Рамадан                                                          | Суннат                  | 20                  |
| Молитва Таравих совершаемая в месяц Рамадан. |                |                                    |                                                                                                   |                         |                     |
| Тауба | تَوْبَة           | молитва покаяния                   | При покаянии                                                                                      | Суннат                  | 2                   |
| Намаз, который мусульманин совершает для того, чтобы Аллах принял его раскаяние в совершенном грехе. |                |                                    |                                                                                                   |                         |                     |
| Тахаджуд | تهجُّد           | Тахаджуд                           | После ночной молитвы Иша до рассвета                                                              | Суннат                  | 2—4—6—8             |
| Необязательный намаз совершаемый после ночной молитвы Иша. |                |                                    |                                                                                                   |                         |                     |
| Тахият-уль-масджид | تحية المسجد    | приветствие мечети                 | После входа в мечеть и прежде чем сесть                                                           | Суннат                  | 2                   |
| Намаз совершаемый после входа в мечеть. |                |                                    |                                                                                                   |                         |                     |
| Хаджат | صلاة الحاجة    | молитва нужды                      | Во время жизненных трудностей                                                                     | Суннат                  | 2                   |
| Намаз, в котором мусульмане просят Аллаха избавить их от трудностей, нужды, жизненных проблем и неудач. |                |                                    |                                                                                                   |                         |                     |
| Хауф | صلاة الخوف     | молитва страха                     | Во время войны и других экстремальных ситуаций                                                    | Суннат                  | 2, 3, 4             |
| Форма коллективного намаза, при котором две группы молящихся поочерёдно совершают коллективный намаз за имамом. |                |                                    |                                                                                                   |                         |                     |
| Хусуф | خسوف           | молитва лунного затмения           | Во время лунного затмения                                                                         | Суннат                  | 2                   |
| Групповой намаз, совершаемый во время лунного затмения. |                |                                    |                                                                                                   |                         |                     |

## Формы совершения намаза
| Наименование формы совершения намаза | араб. ‎      | Значение/ Перевод    | Ситуации, при которых совершается | Степень желательности    |
| --- | ----------- | -------------------- | --------------------------------- | ------------------------ |
| Индивидуальный намаз |             |                      | В любых ситуациях                 | В зависимости от молитвы |
| Совершается индивидуально. Многие желательные намазы совершаются индивидуально и совершение их коллективом может быть нежелательно. |             |                      |                                   |                          |
| Джамаат-намаз | صلاة الجمعة | коллективная молитва | В любых ситуациях                 | Фард/Суннат              |
| Коллективный намаз в 2, 3 или 4 ракаата. Форма выполнения обязательного намаза совершаемого двумя и более лицами. В коллективном намазе один из молящихся назначается имамом и ведёт молитву, а все остальные молящиеся совершают все действия за ним. |             |                      |                                   |                          |
| Каср | قصر الصلاة  | сокращение молитвы   | В пути                            | Суннат                   |
| Путники, отправляющиеся в дорогу, превышающую определенную протяженность (около 100 км) до конечной точки пути и намеревающиеся остаться в ней на срок до 15 дней (в маликитском, шафиитском и ханбалитском мазхабах — до 4 дней), совершают молитвы зухр, аср и иша сокращая до двух ракаатов. Такая форма совершения намаза становится для мусафира ваджибом (по мнению ханафитов) и азиматом, когда он покидает свой населённый пункт (проходит последние жилые дома, пригородные сёла, кладбище, а также элеватор или гумно). |             |                      |                                   |                          |
| Салят-уль-марид | صَلَاةُ الْمَرِيضِ | молитва больного     | При болезни                       | Фард/Ваджиб              |
| Совершение намаза сидя или лёжа по причине тяжёлой болезни. Если есть возможность ненадолго встать, то поклоны совершаются полноценно, в ином случае они обозначаются наклонами головы и, при возможности этого, туловища. Наклоны, обозначающие земной поклон, выполняются глубже, чем обозначающие поясной поклон. |             |                      |                                   |                          |
| Хауф | صلاة الخوف  | молитва страха       | Во время войны                    | Суннат                   |
| Форма коллективного намаза, при котором две группы молящихся поочерёдно совершают коллективный намаз за имамом. |             |                      |                                   |                          |

## Фразы и мольбы, используемые в намазе
| Фразы           | Транскрипция                                          | перевод фраз                                                     |
| --------------- | ----------------------------------------------------- | ---------------------------------------------------------------- |
| Такбир          | 1) Аллаху Акбар                                       | Аллах Велик!                                                     |
| Истиаза         | 2) А`уз̇у биллях̇и мина-ш-шайтани-р-раджим              | Прибегаю к защите Аллаха от проклятого сатаны                    |
| Руку’-тасбих    | 3) Субхана раббия-ль-`аз̌ым                            | Свят Великий Господь                                             |
| Тасмиг и тахмид | 4) Сами`а-ллах̇у лиман хамидах̇. Раббана ва лякяль-хамд | Аллах услышал тех, кто воздал ему хвалу. Господь наш, хвала тебе |
| Саджда-тасбих   | 5) Субхана раббия-ль-а`ля                             | Свят Всевышний Господь                                           |
| Истигфар        | 6) Рабби гфирли                                       | Господи, прости меня                                             |
| Таслим          | 7) Ассаляму `аляйкум уа рахмату-ллах̇                  | Мир вам и милость Аллаха                                         |

Желательным в ханафитском мазхабе считается чтение после вступительного такбира дуа «ас-Сана»:

араб. سُبْحَانَكَ اللَّهُمَّ وبِحَمْدِكَ، تَبَارَكَ اسْمُكَ، وتَعَالَى جَدُّكَ، ولَا إلَهَ غَيْرُكَ‎
трансл. Субханакаллахумма уа бихамдик, уа табарака смук, уа та’аля джаддук, уа ля иляха гойрук.

рус. Пречист Ты, о Аллах, и хвала Тебе! Благословенно имя Твоё, превыше всего величие Твоё и нет бога, кроме Тебя.
— Хадис от Абда ибн Абу Любабы, Сахих Муслим № 399
У шафиитов более распространено дуа «Ваджахту».
В конце намаза читается ташаххуд и салават. Сунной в ханафитском мазхабе считается делать после салавата дуа словами из Корана и хадисов, например:

 <...> «Господь наш! Даруй нам благо в земной жизни и благо в вечной жизни и защити нас от адского наказания».
трансл. «Роббана атина фид-дунья хасанатан, уа филь-ахирати хасанатан, уа кына ’азабан-нар»

Оригинальный текст (ар.)<...> رَبَّنَا آتِنَا فِي الدُّنْيَا حَسَنَةً وَفِي الْآخِرَةِ حَسَنَةً وَقِنَا عَذَابَ النَّارِ— аль-Бакара 2:201 (Azan.ru)
После завершения намаза, мусульманин может прочесть дуа-истигфар:

араб. 
استغفر الله, استغفر الله, استغفر الله,
اللهم أنت السلام ومنك السلام تباركت
ياذا الجلال والاكرام
‎
трансл. Астагфируллах! Астагфируллах! Астагфируллах! Аллахумма антас-салям уа минкас-салям табаракта я заль-джаляли уаль-икрам.

рус. О Аллах, прости! О Аллах, прости! О Аллах, прости! О Аллах, Ты – мир, и от Тебя – мир. Ты – Благословенный,
Обладающий величием и почетом.
— Хадис от Саубана ибн Бадждада, Аиши, Сахих Муслим № 591, № 592

## Неисполнение молитв
Все мусульмане считают, что отрицание обязательности пятикратной молитвы или сомнение в ней выводит человека из ислама, делает его кафиром. Неумышленный пропуск обязательной молитвы не считается грехом, но эту молитву требуется совершить в другое время.
Человек, не совершающий обязательные молитвы, но не отрицающий их обязательности, является фасиком. Многие учёные (все ханафиты и некоторые другие) считают, что такое поведение не выводит человека из ислама. Неисполнение молитвы по причине лени или по другим неуважительным причинам ведёт к наказанию: по мнению ханафитов, его следует поместить в тюрьму и держать там до тех пор, пока он не начнёт молиться; остальные сунниты (маликиты, ханбалиты, шафииты) считают, что его нужно казнить; шииты-двунадесятники придерживаются мнения, что сначала хаким должен не менее четырёх раз попытаться вразумить этого человека, а на пятый его следует казнить.

## Галерея

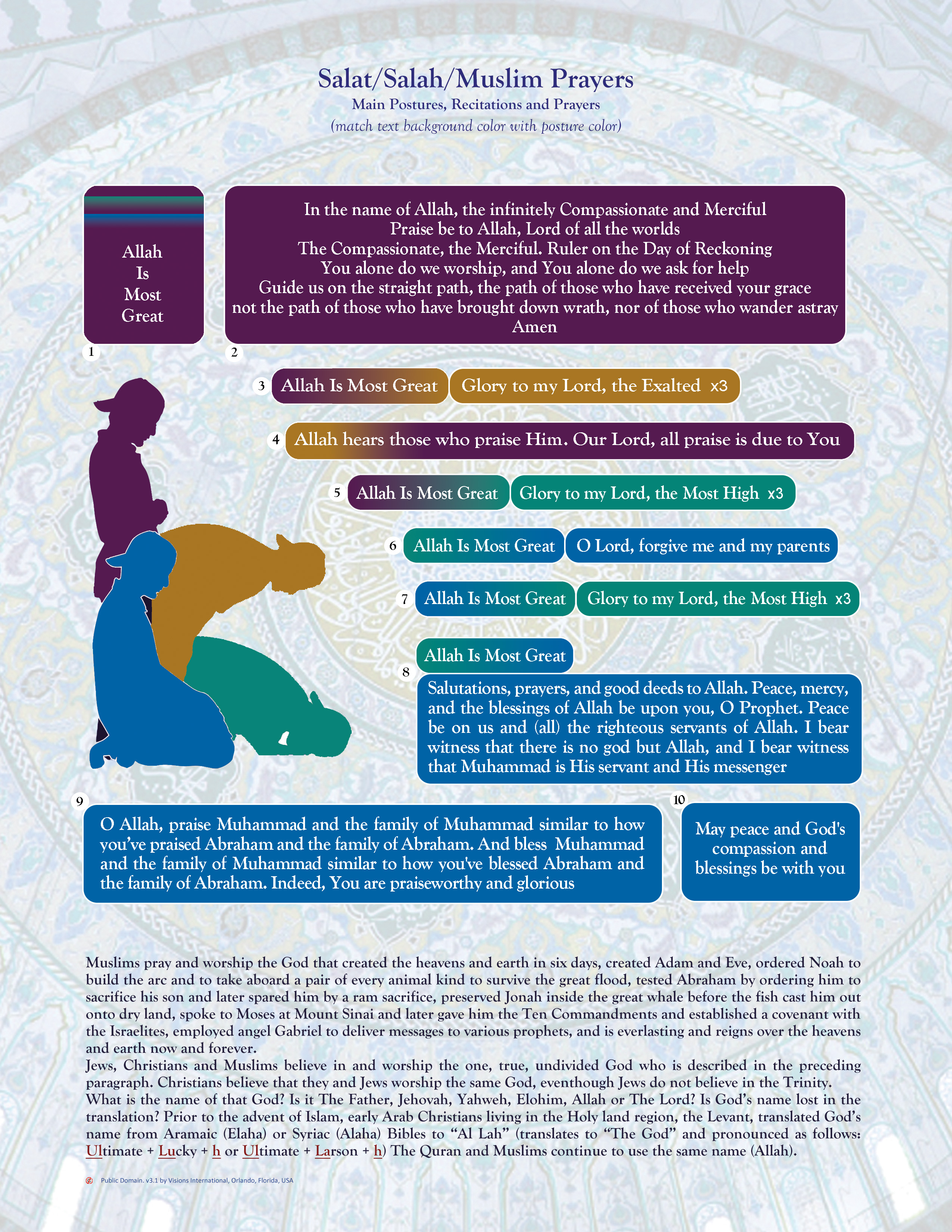
Четыре основных позы намаза и связанные молитвы и декламации
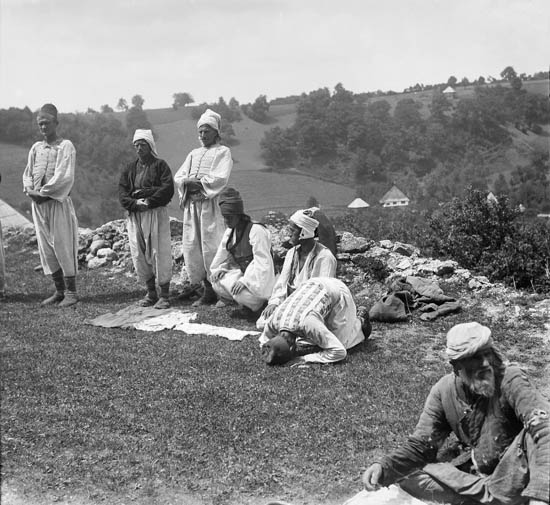
Босняки молятся в открытом поле, около 1906
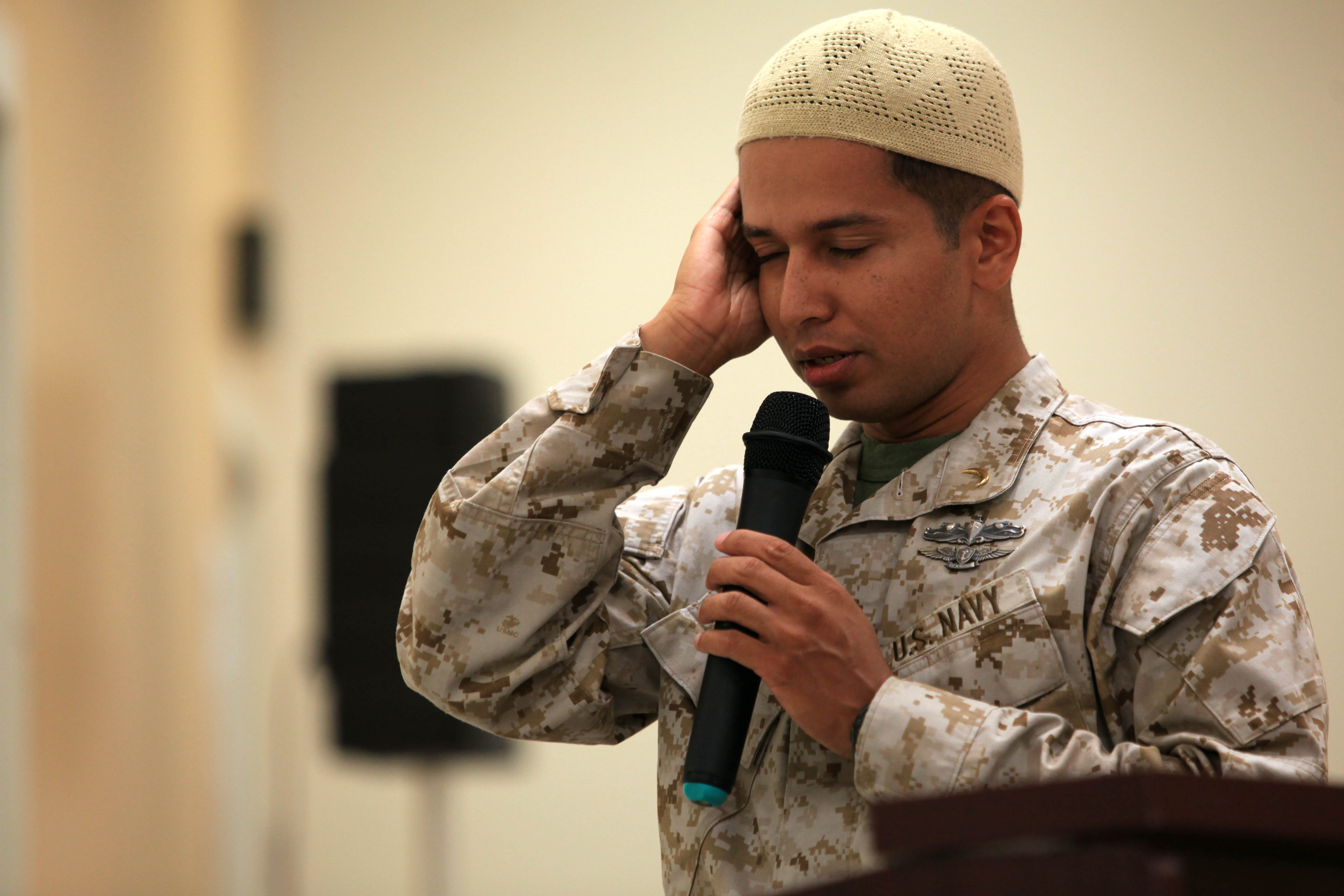
Муэдзин читает азан
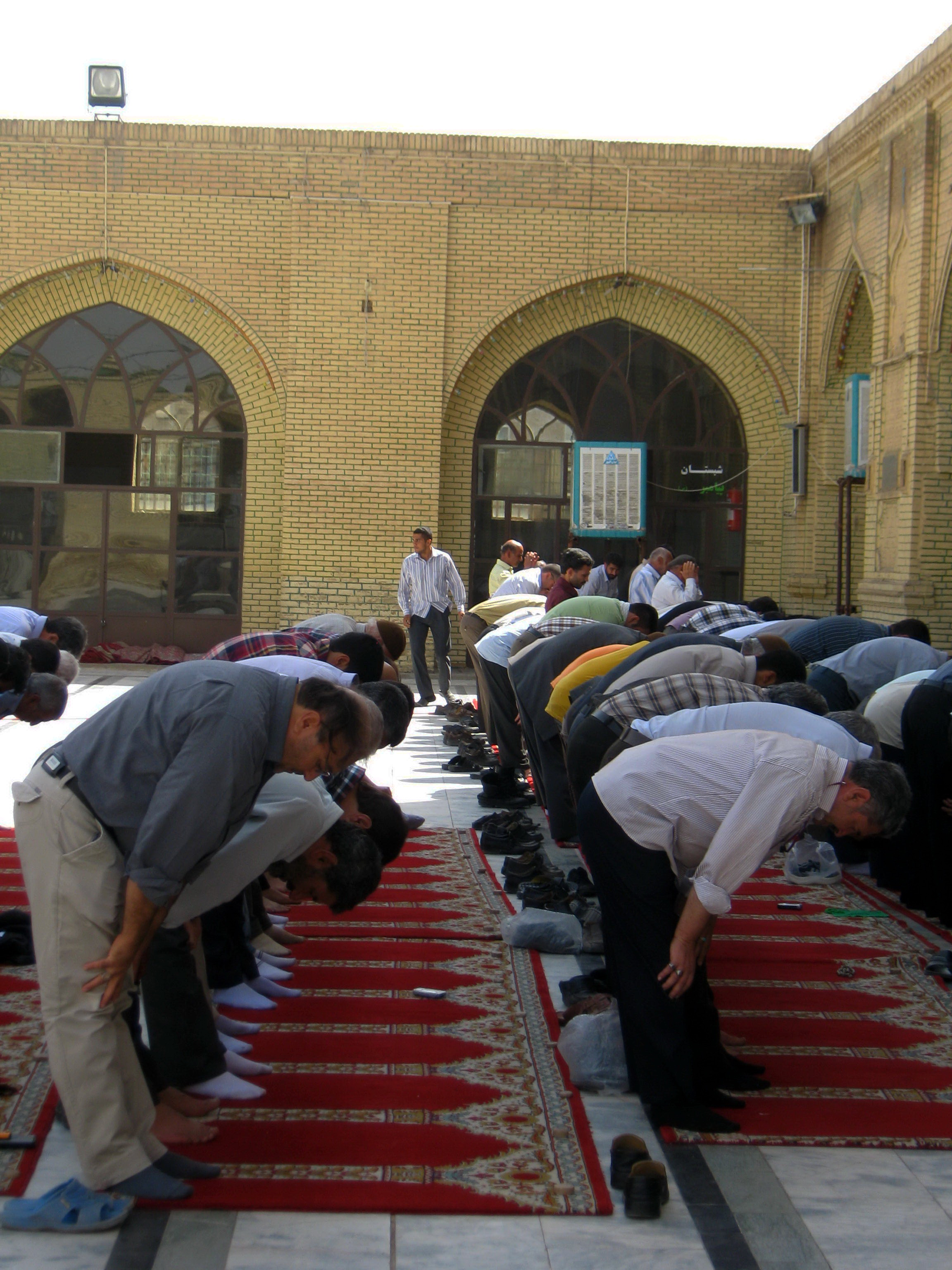
Поклоняющиеся в молитве
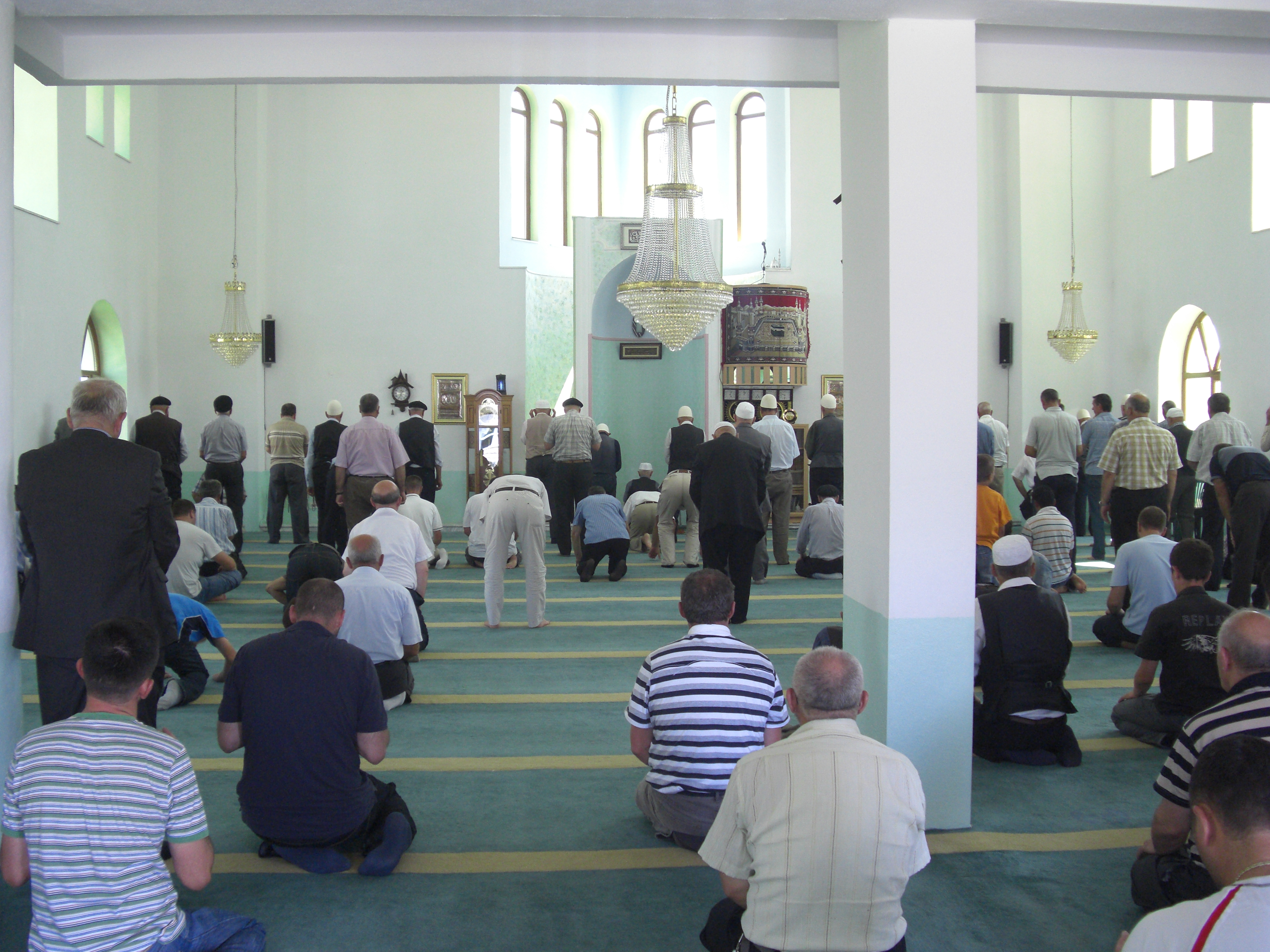
Мужчины сидят и молятся в Республике Косово
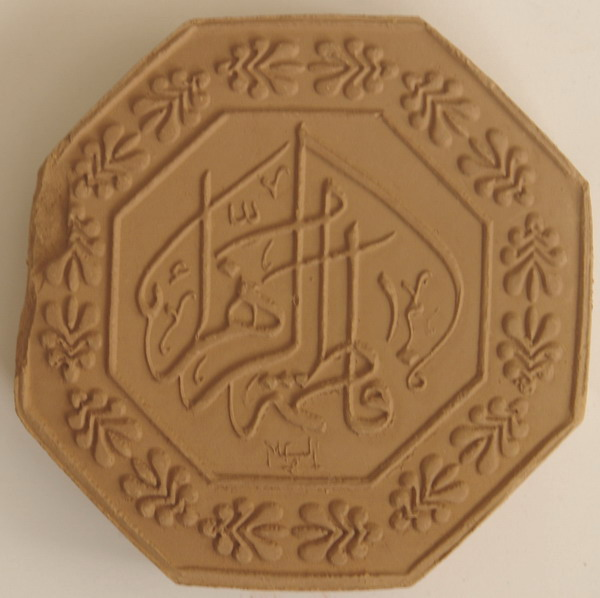
Турба (араб. تربة‎; перс. مهر‎) — плитка из почвы, используемая шиитами во время земных поклонов.
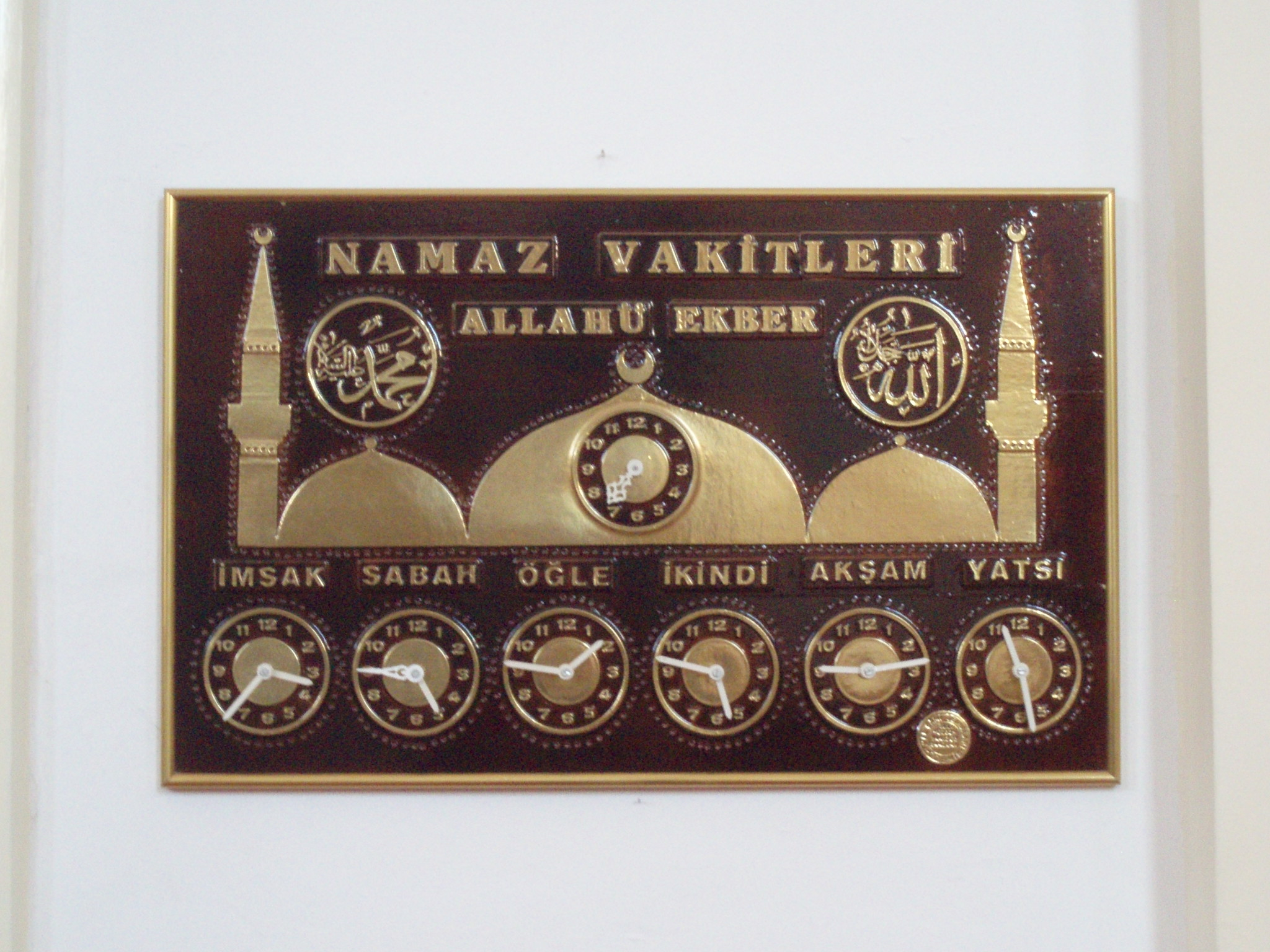
Дисплей показывает время молитвы в турецкой мечети

### Комментарии
1. ↑  Перевод Кулиева

### Сноски
1. 1 2 3 4 5 6 7 8 9 10 11 12 13 14 15 16 17  Али-заде, 2007.
2. 1 2 3  Mughniyya, 2003, Salat.
3. ↑  Katz, 2013, p. 10—11.
4. ↑  Katz, 2013, p. 11—12.
5. ↑  Katz, 2013, p. 14.
6. 1 2 3  Katz, 2013, p. 13.
7. ↑  Katz, 2013, p. 12.
8. ↑  Katz, 2013, p. 12, 14.
9. 1 2 3 4 5 6 7 8  Mughniyya, 2003, The Time of Zuhr and ‘Asr Prayers.
10. ↑  Mughniyya, 2003, Wajib Covering During Salat.
11. 1 2  Mughniyya, 2003, The Qiblah.
12. ↑  Mughniyya, 2003, Intention (Niyyah).
13. 1 2 3 4  Шафик ар-Рахман ан-Надви. Облегченное изложение ханафитского фикха (Аль-Фикх аль-муяссар ‘аля мазхаб аль-имам аль-а’зам Абу Ханифа ан- Ну’ман) / пер. с араб. Ахмад Абу Яхья, Равия Агатай. — 1-е изд. — Нальчик: Махмудийя, 2024. — С. 60. — 248 с. — ISBN 978-5-904975-77-7.
14. ↑  Проф. Др. Хамди Дёндюрен. Энциклопедия норм и правил Ислама = Delilleriyle İslam İlmihali / пер. с турецкого К. Ергазиева. — 1-е изд. — Стамбул: Эркам, 2013. — С. 44—46. — 832 с. — 1000 экз. — ISBN 978-9944-83-586-2.
15. ↑  Mughniyya, 2003, Qira’ah (reciting).
16. ↑  Что нарушает намаз. Энциклопедия намаза — спецпроект образовательного портала Azan.ru.
17. ↑  Шафик ар-Рахман ан-Надви. Облегченное изложение ханафитского фикха (Аль-Фикх аль-муяссар ‘аля мазхаб аль-имам аль-а’зам Абу Ханифа ан- Ну’ман) / пер. с араб. Ахмад Абу Яхья, Равия Агатай. — 1-е изд. — Нальчик: Махмудийя, 2024. — С. 58—59. — 248 с. — ISBN 978-5-904975-77-7.
18. 1 2  Mughniyya, 2003, The Time of Subh Prayer.
19. 1 2 3  Mughniyya, 2003, The Time of Maghrib and ‘Isha’ Prayers.
20. ↑  E. Mittwoch. ʿĪd  / P. Bearman (ed.). — Brill, 2012. — doi:10.1163/1573-3912_islam_SIM_3471.
21. 1 2  Mughniyya, 2003, Rawatib.
22. ↑  G. Monnot. Ṣalāt // Encyclopaedia of Islam New Edition Online  / P. Bearman (ed.). — Brill, 2012. — doi:10.1163/1573-3912_islam_COM_0983.
23. ↑  Хамди Дёндюрен аль-Ханафи.  С. Сафонова, С. Хабибуллина, Р. Максудов, М. Аджибекиров, И. Джамбазов, Э. Юсубов: Када (возмещение) намазов. Энциклопедия норм и правил Ислама 511—514. Стамбул: Эркам (18 мая 2023). Дата обращения: 18 июля 2025. Архивировано 4 октября 2024 года.
24. ↑  Шафик ар-Рахман ан-Надви. Облегченное изложение ханафитского фикха (Аль-Фикх аль-муяссар ‘аля мазхаб аль-имам аль-а’зам Абу Ханифа ан- Ну’ман) / пер. с араб. Ахмад Абу Яхья, Равия Агатай. — 1-е изд. — Нальчик: Махмудийя, 2024. — С. 500—504. — 248 с. — ISBN 978-5-904975-77-7.
25. ↑  Перевод приведён по книге Саида аль-Кахтани «Крепость мусульманина» (пер. с араб. А. Нирша).
26. ↑  Канонический отдел сайта "Исламдаг.ру". Ответы на наиболее интересные вопросы наших читателей. IslamDag.ru (2 апреля 2011).